# Eparchia chełmska (Patriarchat Konstantynopolitański)
Eparchia chełmska – prawosławna administratura kościelna wchodząca w skład metropolii kijowskiej Patriarchatu Konstantynopolitańskiego. Działała w latach 1223–1596 i ponownie od 1650 do 1651.

## Historia

### Funkcjonowanie do unii brzeskiej
Eparchię prawosławną z siedzibą w Uhrusku erygował w 1223 książę Daniel Halicki. W 1240 siedziba administratury została przeniesiona do Chełma. W momencie powstania eparchia obejmowała ziemie bełską i chełmską, następnie włączono w jej jurysdykcję także południowe Podlasie, ziemię drohiczyńską i mielnicką. Dwa ostatnie z wymienionych obszarów odpadły od terytorium administratury ok. 1284. W 1366 do eparchii włączono Horodło, Ratno, Kamień Kaszyrski i Luboml. Od 1377 eparchia w całości znajdowała się w granicach Rzeczypospolitej. Funkcję katedry pełnił sobór Narodzenia Matki Bożej w Chełmie.
Na początku XV w. własność prawosławnych biskupów chełmskich stanowiły cztery wsie w powiecie hrubieszowskim, ufundowane jeszcze w II poł. XIII stulecia. Zdaniem Antoniego Mironowicza

eparchia chełmska została wyraźnie osłabiona poprzez sieć parafii katolickich i ekspansję osadnictwa polskiego

W 1458 eparchia chełmsko-bełska była jedną z dziesięciu administratur tworzących prawosławną metropolię kijowską i zarazem jedną z trzech eparchii na ziemiach ruskich wchodzących w skład Korony Królestwa Polskiego. Jej dokładne granice, z powodu braku źródeł, nie mogą być jednoznacznie określone. W końcu XVI w. eparchia liczyła ok. 420-440 parafii. Według innych źródeł liczyła ok. 320 placówek duszpasterskich, prowadziła kilkanaście i obejmowała obszar ok. 22 tys. km² i posiadała ok. 320 parafii.
W 1590 biskup chełmski Dionizy (Zbirujski) wyraził swoje poparcie dla idei unii między Kościołem katolickim a Kościołem prawosławnym, przy zachowaniu zwierzchności papieża. W czerwcu 1595 podpisał się pod listem do papieża Klemensa VIII, w którym część prawosławnych biskupów metropolii kijowskiej prosiła o zawarcie unii kościelnej. W związku z poparciem przez niego unii brzeskiej eparchia chełmska została przekształcona w diecezję unicką. Decyzja biskupa spotkała się z negatywnym odbiorem większości wiernych. W Chełmie prawosławni opowiedzieli się przeciwko unii. O zachowanie dotychczasowej jurysdykcji walczyły także bractwa cerkiewnej, w tym najważniejsze – krasnostawskie (istniejące od początku XVI stulecia), lubelskie (powstałe w 1586) i zamojskie (1589).

### Próby odtworzenia eparchii
W 1621 patriarcha jerozolimski Teofan III wyświęcił na biskupa chełmskiego przełożonego monasteru św. Mikołaja w Mielcach Paisjusza (Czerkawskiego). Hierarcha ten nie miał jednak praktycznie możliwości pełnienia swoich obowiązków, gdyż struktury eparchii pozostawały pod kontrolą unitów. W 1633 wycofał się do monasteru św. Onufrego w Jabłecznej i przebywał w nim, jako przełożony wspólnoty, do końca życia. W 1650 król Jan Kazimierz potwierdził legalność funkcjonowania prawosławnej eparchii chełmskiej. Na mocy królewskiego uniwersału metropolita kijowski Sylwester wyświęcił na biskupa chełmskiego Dionizego (Bałabana).
W zmienionej sytuacji politycznej w Rzeczypospolitej, po bitwie pod Beresteczkiem, Jan Kazimierz wycofał swoją zgodę na funkcjonowanie prawosławnego biskupstwa chełmskiego i ponownie przekazał je unitom. Kolejne parafie i klasztory przyjmowały unię w ciągu XVII i XVIII stulecia. Wyjątkiem był klasztor św. Onufrego w Jabłecznej, który nigdy nie wystąpił z Kościoła prawosławnego.

## Lista znanych biskupów chełmskich[14]
- Joazaf, 1205–1223
- Jan, 1223–1225
- Asat, 1235–1243
- Cyryl, 1243–1250
- Jan, 1330–1340
- Kalikst, ?–1376
- Teodozjusz, 1376–?
- Bazyli
- Stefan
- Nestor Olgimuntowicz
- Sylwester, 1392–?
- Jozafat, ?–1414
- Charyton, 1414–1428
- Choma, 1429–1432
- Sawa, 1433–1440
- Grzegorz Depułtycki, 1440–1467
- Sylwester, 1467–1471
- Gerazym, 1471–1494
- Symeon Okuszkowicz, 1494–1504
- Jonasz Sosnowski, 1504–1507
- Filaret Obłazicki, 1507–1533
- Jonasz Sosnowski, 1533–1545
- Michał Sosnowski, 1545–1546
- Bazyli Baka, 1546–1552
- Teodozjusz Łazowski, 1553–1556
- Zachariasz Eliaszewicz, 1566–1577
- Leoncjusz Pełczycki, 1577–1586
- Dionizy Zbirujski, 1586–1596, następnie biskup unicki